# Sitios de Taunton
Los sitios de Taunton fueron una serie de tres bloqueos durante la primera guerra civil inglesa. La ciudad de Taunton, en Somerset, era considerada de gran importancia estratégica, debido a que controlaba la principal vía de Brístol a Devon y Cornualles. Robert Blake ordenó defensas parlamentaristas de la ciudad durante los tres asedios, desde septiembre de 1644 a julio de 1645.
El primer asedio fue liderado por Edmund Wyndham el 23 de septiembre, y estaba compuesto principalmente de tropas realistas de guarniciones locales de Somerset. Después de que los ataques iniciales condujeron a Blake y a sus tropas a retroceder y refugiarse en el castillo de Taunton, el bloqueo se estableció a aproximadamente 1–2 millas (1.6–3.2 km) de distancia, y su principal objetivo fue el de dejar morir de hambre a la guarnición que generar ataques continuos. La ciudad fue auxiliada por una ejército bajo las órdenes de James Holborne el 14 de diciembre.
Durante los tres meses posteriores, Blake estableció una red de defensas de tierra en Taunton, incluyendo un perímetro de base y una serie de fortalezas. Los realistas comenzaron el segundo, y más sangriento, asedio a finales de marzo de 1645, inicialmente bajo órdenes de Sir Richard Grenville. Una serie de disputas entre los comandantes realistas permitió a Taunton un respiro en el inicio del asedio, pero en mayo los ataques se reiniciaron de manera feroz bajo el mando de Sir Ralph Hopton. Después de cinco días de intensos combates, que había conducido una vez más el ejército defensor de nuevo a retroceder al pequeño perímetro central que incluía el castillo, los realistas se retiraron en verse enfrentados ante un ejército parlamentarista comandado por Ralph Weldon.
Lord Goring, quien había propuesto el segundo sitio, renovó el bloqueo por tercera vez a mediados de mayo, después de enfrentar al ejército de Weldon y obligándolo a regresar a Taunton. El asedio de Goring fue laxo y no pudo impedir la llegada de provisiones a la ciudad, lo cual disminuyó su eficacia. La defensa parlamentarista inmovilizó a Goring y sus cerca de 15 000 tropas, los cuales pudieron haber luchado por el rey en la batalla de Naseby, donde los historiadores creen que pudieron haber inclinado la batalla en favor de los realistas. En lugar de eso, después de conseguir una victoria parlamentarista en Naseby, Thomas Fairfax marchó con su ejército en auxilio de Taunton el 9 de julio de 1645.

## Antecedentes
Las lealtades en Somerset se dividieron en el inicio de la primera guerra civil inglesa; muchos de los terratenientes prominentes y los que viven en el campo favorecieron el rey Carlos I, pero la mayoría de las ciudades, incluyendo Taunton, eran parlamentaristas, principalmente debido a sus creencias puritanas. En agosto de 1642, la ciudad estaba en manos de un pequeño ejército parlamentarista. En junio del año siguiente, sir Ralph Hopton llevó a su ejército realista, que constaba de dieciocho regimientos igualmente divididos entre infantería y caballería, desde Cornualles hasta Somerset. Forzó la rendición de Taunton al rey sin entrar en batalla, y estableció una guarnición en el castillo de Taunton.
A mediados de 1644, Robert Devereux, III conde de Essex, en su calidad de comandante en jefe del ejército parlamentarista, decidió recuperar el oeste del país. Se movió a través de Dorset, retomando Dorchester y Weymouth, y luego salió de la costa y se dirigió hacia Chard. En ese momento, Taunton estaba en manos de una guarnición de 800 hombres comandados por el coronel John Stawell, pero la proximidad del conde de Essex hizo que el dicho ejército abandonara de la ciudad, dejando solo 80 hombres para defender el castillo. El historiador Robert Morris, en su obra The Sieges of Taunton 1644–1645, sugiere que Stawell y sus hombres fueron reclutados para Bridgwater, pero en el libro The History of the Rebellion, Edward Hyde, historiador del siglo XVII, afirma que las tropas fueron requisados por el príncipe Maurice durante su retirada de Lyme Regis a Plymouth.
El 8 de julio de 1644, el conde de Essex envió una fuerza parlamentarista, encabezada por el coronel Sir Robert Pye con el teniente coronel Robert Blake como su segundo al mando, para reclamar Taunton. Se tomó la ciudad sin pelea alguna, y rodearon el castillo. Las fuerzas realistas bajo el mando del mayor William Reeve que se guarnecían en el castillo de Taunton se rindieron y se retiraron a Bridgwater. Pye dejó Taunton poco después de la captura, dejando a Blake la defensa de la ciudad. Blake tenía un ejército de unos 1000 hombres, y fue acusado de tratar de bloquear las carreteras para apoyar el conde de la campaña de Essex en Devon y Cornualles.

## Sitios

### Primer sitio

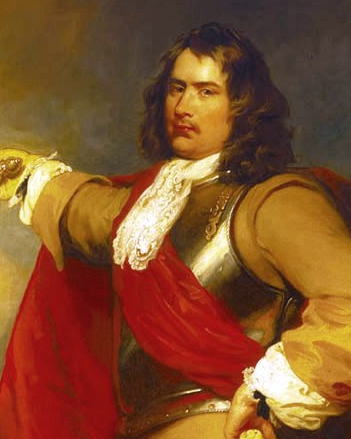
Robert Blake comandó la defensa parlamentarista de Taunton durante los sitios.

El conde de la campaña de Essex falló, sufriendo una derrota total en la batalla de Lostwithiel a principios de septiembre de 1644. Sus fuerzas restantes se retiraron de nuevo a Dorset, dejando solo Plymouth, Lyme Regis y Taunton bajo control parlamentarista en el suroeste. Blake era consciente de la vulnerabilidad de Taunton, que, a diferencia de muchos pueblos y ciudades de la época, no tenía ningún muralla que protegiera a la ciudad. En el lado este de la ciudad, que era el más vulnerable, se cavaron trincheras fuera de la puerta oriental y se erigió una barricada en la calle dentro de ella. Al menos tres fuertes de tierra también se construyeron en ese extremo de la ciudad. El rey Carlos I reunió a su consejo en Chard, y poco después ordenó una fuerza realista de 3000 soldados para establecer el primer asedio de Taunton. En un principio, Sir Francis Doddington iba a comandar el ataque, pero los únicos hombres disponibles eran los de Bridgwater bajo el mando del coronel Edmund Wyndham.
El asedio comenzó el 23 de septiembre de 1644. Wyndham fue asistido en el ataque por su hermano, Francis Wyndham, que trajo su guarnición del castillo de Dunster, y Edward Rodney, que mandaba un regimiento de infantería. Las fuerzas realistas se establecieron inicialmente con la ventaja de alrededor de la ciudad, donde fueron capaces de utilizar su artillería para bombardear el castillo desde el oeste y la ciudad desde el este. En sus memorias del asedio, Morris afirmó que las fuerzas que sitiaban fueron incapaces de establecer una presencia en la ciudad, y establecer un amplio perímetro de aproximadamente 1.2 millas (1,6 a 3,2 km) de distancia. Sin embargo, casi todas las demás fuentes coinciden en que después de las escaramuzas iniciales, los realistas rompieron las defensas orientales y obligaron a las tropas de Blake a refugiarse en el propio castillo.
Durante el sitio, Edmund Wyndham y Blake intercambiaron cartas; Wyndham inicialmente escribió para explicar que sentía que el asedio era un método suave de ataque, en lugar de utilizar "sangre y fuego". Se ofreció generosas condiciones para la rendición, y firmó en la carta "Your well-wishing Neighbour and Country-man" (en español: «Tu vecino y compatriota que te desea buenos augurios»); ambos habían servido como miembros del parlamento juntos por Bridgwater en 1640. Blake estaba impasible, y escribió de nuevo a rechazar inequívocamente la oferta. Blake envió partes escaramuzas contra los atacantes con cierto éxito, a pesar de que los alimentos y municiones empezaron a escasear por las tropas defensoras. Para promover este, Wyndham fuertemente racionó la población de la ciudad para evitar el contrabando de alimentos a la guarnición. Una petición al Parlamento por ayuda fue respondida cuando Sir William Waller, que comandaba el ejército parlamentarista en Wiltshire, envió una fuerza de 3000 hombres bajo el mando de su lugarteniente, el general James Holborne, en apoyo de la ciudad.
Wyndham había planeado inicialmente atacar a las fuerzas de Holborn en Chard, pero en su lugar se retiró de nuevo a su guarnición en Bridgwater, el 14 de diciembre. Registró que durante su retirada, "el enemigo salió en mi búsqueda, pero estaban tan hambrientos que no podían seguirme". El día después de la llegada de Holborne, una caravana de provisiones que contenía alimentos, 2000 fusiles y 40 barriles de pólvora llegó a la ciudad. Ante el temor de nuevos ataques realistas, Holborne proporcionó 1000 de sus hombres como refuerzos para la defensa de la ciudad.

### Segundo sitio
A principios de 1645, Blake envió asaltar partidos fuera de Taunton que, según Hyde, controlaba un área grande y actividades interrumpidas en toda Somerset. En esa época, Lord Goring, el teniente-general de los condados del sureste del Monárquico ejército, pidió a las tropas del rey para que pudiera montar una "campaña sureste a gran escala". Su solicitud fue rechazada, y fue enviado a la South West en su lugar. Él debidamente cambió su enfoque, la elección para apuntar primero Weymouth, y luego fortalezas Taunton, tanto parlamentarias en la zona. Tomó Weymouth, pero fue incapaz de mantenerla en la cara de refuerzos parlamentaristas. En una carta que recibió del rey poco después de que la pérdida, se le ordenó reunir las fuerzas realistas de la zona, junto con el fin de "[limpiar] aquellas partes de las fuerzas de los rebeldes".

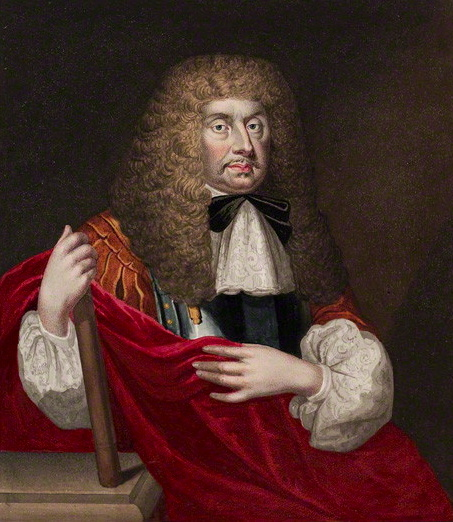
John Berkeley, I barón Berkeley de Stratton luchó por afirmar su autoridad sobre las tropas realistas.

El rey envió órdenes para Sir Richard Grenville y John Berkeley para apoyar a Goring en el ataque a Taunton. Goring llegó a las afueras de Taunton el 11 de marzo, y una parte considerable de la guarnición de Berkeley de Exeter llegó poco después. Grenville no dejó su sitio de Plymouth y, junto con la amenaza de una fuerza parlamentaria formada por Waller y Oliver Cromwell combinando sus ejércitos en Hampshire, su ataque a Taunton se pospuso. Después instando más lejos del rey y el príncipe de Gales, Grenville hizo finalmente viajar hacia Taunton y se le ordenó seguir Goring para apoyar al rey en el norte, como la fuerza de 3000 hombres de Grenville fue considerado demasiado pequeño para asalto Taunton. Se negó, alegando que "había prometido a los comisionados de Devon y Cornwall, que no iba a avanzar más allá de Taunton ", mientras que también jactándose de que él podría reclamar la ciudad en diez días. Fue designado al mando del asedio, y llegó a las afueras de Taunton, el 2 de abril. Solo un día después de su llegada, Grenville fue herido mientras atacaba a Wellington House, y como la herida era grave, lo llevaron de vuelta hasta Exeter.
El bloqueo establecido por Grenville fue inicialmente a cierta distancia de la ciudad, y no impidió que Blake envíe o recepte de mensajes. El ejército sitiador se reforzó poco después con la infantería y de artillería unidades de Goring, y por lo tanto, con una gran fuerza, los atacantes se acercaron a la ciudad, estableciendo atrincheramientos en tiro de mosquete de las defensas de Taunton. El comando del asedio pasó a Berkeley, aunque las tropas de Grenville a menudo no seguían las órdenes del nuevo comandante, y algunos de ellos desertaron a pesar de la retirada de Grenville de la batalla debido a una lesión, él y Berkeley chocaron; Grenville se quejó ante el príncipe de Gales de que Berkeley estaba llevando a cabo el asedio de mal modo, mientras que Berkeley afirmó que Grenville había dado sus órdenes hombres de desertar. Estos desacuerdos llevaron a que Hopton, quien era en aquel momento el comandante de las fuerzas realistas en el oeste del país, a ser designado al mando del asedio.
Como el asedio continuó, los suministros una vez más comenzaron a agotarse para el ejército defensor, y el Parlamento reconoció como prioridad la ayuda a Taunton. El 28 de abril, ordenaron a Thomas Fairfax, el comandante en jefe de la New Model Army de reciente creación, para aliviar la ciudad. Fairfax marchó con la totalidad de su ejército hacia Taunton; los realistas consideran el envío de su propio ejército para reunirse con él antes de que pudiera llegar a Londres, pero el príncipe Rupert les convenció en lugar de centrarse en la conquista del norte de Inglaterra. En respuesta al movimiento realista norte, Fairfax dividió su ejército en dos, el envío de una fuerza de entre 6000 y 7000 a Taunton al mando del coronel Ralph Weldon, mientras Fairfax llevó el resto al norte.
Consciente de que los parlamentarios bajo el mando de Fairfax estaban en camino, Hopton aumentó los ataques a la ciudad el 6 de mayo. Nuevos ataques al día siguiente se centraron en el lado este de la ciudad, primero bombardeando con cañonazos, y luego asaltando el reducto de tierra que Blake había establecido. Después de algún éxito inicial en la que capturaron a uno de los fuertes de barro, los atacantes fueron obligados a regresar por una combinación de tiro de mosquete, piedras y agua hirviendo. Al día siguiente, después de que todavía más ataques hicieron poco impacto, Hopton puso en escena una batalla en el lado sur de la ciudad entre dos partes de su propio ejército en un intento de hacer que Blake creía que el ejército parlamentario había llegado. Hopton esperó a que Blake enviaría algunos de sus propios hombres para apoyar a la fuerza de alivio, pero la finta falló. Esa noche, alrededor de las 19:00, la fuerza realista, que consistía en alrededor de 4200 soldados de infantería y 2000 de caballería, lanzaron un asalto sin cuartel contra la ciudad. En los intensos combates, los atacantes capturaron a dos de los fuertes de tierra en el lado oriental de la ciudad, y rompieron las filas de las defensas. Una vez dentro del perímetro exterior de Blake, el ejército sitiador descubrió que había mosqueteros parlamentaristas dentro de cada casa, lo que les impedía avanzar más lejos, a pesar de que prendieron fuego a varios edificios, con la esperanza de obligar a los defensores a retirarse. La táctica fracasó cuando el viento sopló las llamas de nuevo hacia los realistas, deteniendo su ataque.
El ataque fue renovado a las 11 de la mañana del 9 de mayo, y durante las siete horas siguientes, el ejército de Hopton avanzó lentamente a través de la ciudad. Sus fuerzas empujaron a las tropas parlamentaristas a retroceder un edificio a la vez, hasta que se quedaron con solo una pequeña área de terreno en el centro de la ciudad. Dentro del perímetro estaba el castillo, un afianzamiento en la plaza del mercado, la iglesia de Santa María Magdalena y una defensa de tierra conocida como "la fortaleza de la doncella". En ese momento, una combinación de ataques de artillería y incendiarios habían puesto la mayor parte del lado este de la ciudad en llamas. Un intento por tres personas -dos hombres y una mujer, para establecer los incendios dentro de las defensas restantes fue anulada, y los culpables linchados.
Otros ataques se realizaron el 10 de mayo, junto con una demanda de que Blake y sus hombres se rindan, a la que Blake respondió que "tenía cuatro pares de botas de izquierda y comería tres de ellos antes de que él se rinda". Las tropas de apoyo de Weldon se habían encontrado con pequeñas partes del ejército realista en torno a Chard y Pitminster, y enviaron una avanzadilla por delante de ellos, que alcanzó Orchard Portman, aproximadamente 2 millas (3,2 km) al sur de Taunton, el 10 de mayo. Ante el temor de que fueron frente a la totalidad del ejército de Fairfax, Hopton ordenó a sus fuerzas a abandonar sus ataques y retirarse a Bridgwater. Al salir, se talaron árboles en carreteras para frenar el avance parlamentarista. El ejército de Weldon llegó a Taunton el 11 de mayo, con apoyo y reabastecimiento para la ciudad. Las cuentas de pérdidas de Taunton varían entre 50 y 200 muertos, con 200 o más bajas, mientras que dos tercios de las casas en la ciudad habían sido arrasados. Después de haber relevado a Taunton, Weldon y su ejército dejó la ciudad al día siguiente y se dirigió hacia el este.

### Tercer sitio

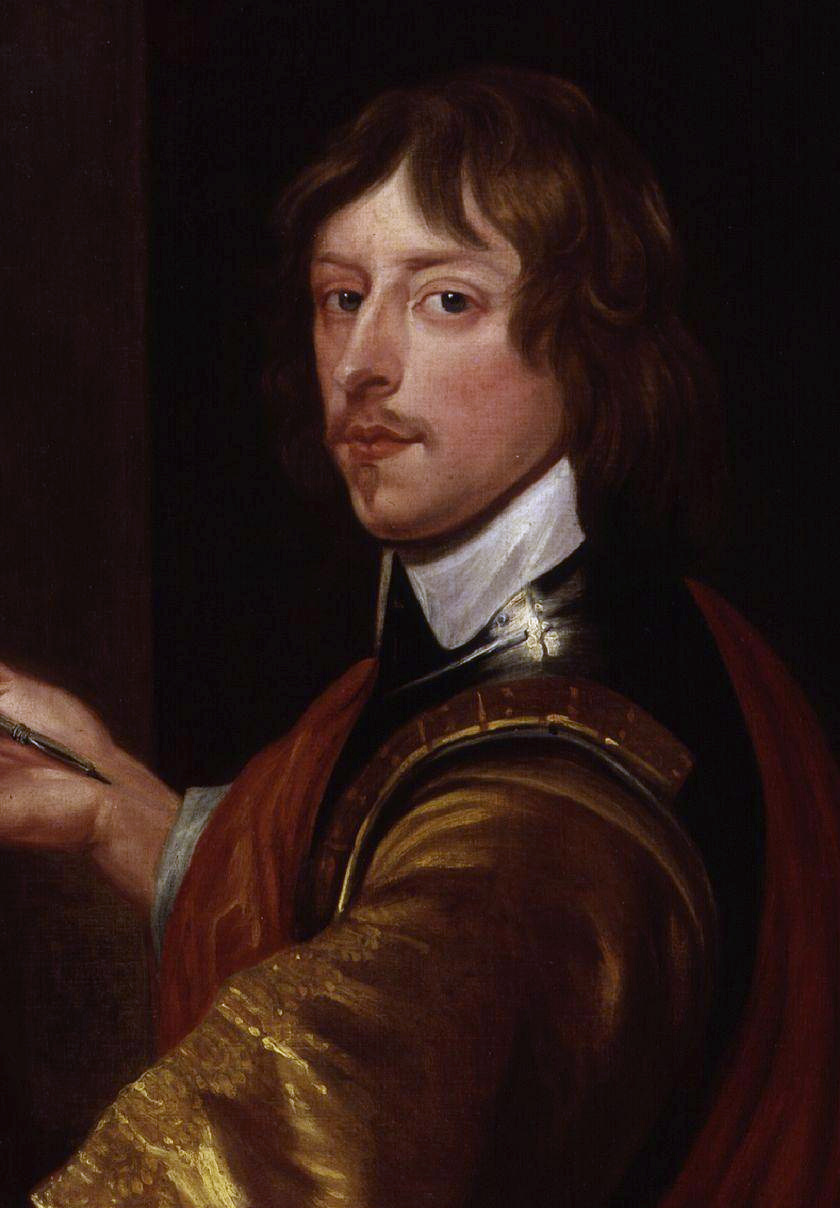
Lord Goring renovó el sitio realista en 1645.

En el transcurso del asedio, Lord Goring había estado con el rey en Oxford, y el 10 de mayo regresó a Brístol con una orden real en donde lo nombraban el comandante del ejército realista en el oeste del país, en sustitución de Hopton. Goring comenzó sus operaciones por acosando al ejército de Weldon, y obligándolos a retirarse a Taunton. Goring, al mando de unos 10 000 hombres, estableció un tercer sitio de la ciudad en menos de un año. Hizo caso omiso de las órdenes del rey de que apoye los esfuerzos realistas en las Midlands, afirmando que "Taunton se tomaría en pocos días". A pesar de sus promesas, pronto descubrió que su ejército era demasiado pequeño para promulgar una rápida toma de la ciudad, y estableció un bloqueo suelto. Hyde, que es con frecuencia mordaz de Goring en su descripción de la Guerra Civil, dice que "Goring estaba tan lejos de lo que cualquier avance en Taunton, que creció mucho más negligente en que lo que había sido; sufrido pérdidas de provisiones, en grandes cantidades, más que las que se llegarían a la ciudad". Además de ser laxo en su sitio, Goring era a menudo borracho y, al igual que en el anterior asedio, fue abandonado por muchos de sus tropas.
Al comandante regional de las fuerzas parlamentaristas, el coronel Edward Massey, se le ordenó a ayudar a Taunton en junio, pero solo pudo recaudar 3000 hombres; mucho menos de lo que se necesitaba para disipar el ejército de Goring. El New Model Army, con Fairfax a la cabeza, estaban ocupados en la región central donde luchaba para derrotar a la mayor parte del ejército realista en la batalla de Naseby, descrito por fuentes modernas como "el choque decisivo de la primera guerra civil inglesa". Goring había recibido órdenes del rey para que abandone el asedio y que se una a las fuerzas realistas en Naseby; historiadores modernos han sugerido que con sus fuerzas y su liderazgo, los realistas podrían haber ganado la batalla. Inmediatamente después de asegurar la victoria, Fairfax condujo a su ejército hacia Taunton una vez más. Consciente de que el ejército se acercaba, Lord Goring montado un asalto final a la ciudad, con la esperanza para atrapar a Blake inconsciente mediante el envío de su caballería hacia la ciudad el 9 de julio. El ataque fue neutralizado por una sección del ejército de Fairfax en Ilminster y Goring se retiró de Taunton para luego enfrentar a Fairfax en la batalla de Langport, acabando así el tercer y último asedio de Taunton durante la primera guerra civil inglesa.

## Consecuencias
En su historia de Taunton, H. J. Wickenden sugiere que más de la mitad de la ciudad fue quemada o destruida durante los tres asedios, mientras que Diane Purkiss afirma que fue tan alto como dos terceras partes de la ciudad. Varios pagos de compensación eran hechos a la ciudad y a algunos de sus residentes, establecidos como multas a favor de los que habían luchado por los realistas, como Sir William Portman, que había sido el miembro del parlamento para Taunton en el estallido de la guerra y fue multado con 7000 £ A pesar de que los parlamentarios destruyeron muchos de los castillos que habían destacado en la guerra civil, el castillo de Taunton era considerado un baluarte parlamentario, y se mantuvo intacto. En 1647, solo dos años después del final de los sitios, el castillo fue vendido como parte de la finca de Taunton Manor. En 1660, poco después de asumir el trono, Carlos II despojó a Taunton de su carta de ciudad por su participación en la guerra civil, e hizo remover las paredes exteriores del castillo.
Después de mando de la defensa de Taunton, Blake recibió la orden de capturar el castillo de Dunster, que logró después de un sitio de nueve meses. Después de la guerra, fue honrado por el Parlamento por sus esfuerzos y recompensado con 500 £, mientras que otras 2000 £ se dividierón entre sus hombres. Blake no tomó parte durante la segunda guerra civil y, tres años más tarde, durante la Mancomunidad de Inglaterra, se convirtió en un general en el mar, como uno de los tres comisarios de la marina, y pasó el resto de su vida como un comandante naval, siendo esto por lo que es más reconocido.